# Barataria (Trinidad y Tobago)
Barataria es una localidad de Trinidad y Tobago, que forma parte de la región de San Juan-Laventille.

## Geografía
La localidad abarca parte de la isla Trinidad y limita al norte con Morvant, Malick y San Juan, al sur con El Socorro Extension, al este con Malick y El Socorro y al oeste con Laventille y Beetham Estate.

## Demografía
Datos demográficos de la localidad de Barataria:
| Gráfica de evolución demográfica de Barataria entre 2000 y 2011 |
|                                                                 |